# Anna Vasil’yevna Chapman
Anna Vasil'yevna Chapman (tiếng Nga: Анна Васильевна Чапман); tên khai sinh là Anna Vasil'yevna Kushchyenko (tiếng Nga: Анна Васильевна Кущенко) sinh ngày 23 tháng 2 năm 1982 là một công dân có quốc tịch Nga. Trong thời gian sinh sống ở New York, Hoa Kỳ; cô đã bị bắt cùng với chín người khác vào ngày 27 tháng 6 năm 2010, nghi ngờ làm việc cho đường dây gián điệp bất hợp pháp thuộc cơ quan tình báo đối ngoại Liên bang Nga, SVR (Sluzhba Vneshney Razvedki). A.V. Chapman đã bị buộc tội âm mưu làm điệp viên bất hợp pháp cho một chính phủ nước ngoài mà không có thông báo cho Bộ trưởng Tư pháp Hoa Kỳ, và bị trục xuất trở lại Nga vào ngày 08 tháng 7 năm 2010, như là một phần của chương trình trao đổi tù nhân Nga-Mỹ năm 2010.

## Tiểu sử
Anna Vasil'yevna Chapman sinh ra ở Volgograd với tên lúc sinh là Anna Vasil'yevna Kushchyenko , theo các tài liệu của các cơ quan có thẩm quyền Hoa Kỳ, và cha của cô đã được làm việc trong đại sứ quán Nga tại Nairobi, Kenya  Theo Alex Chapman, chồng cũ người Anh của A.V. Chapman, cha cô, Vasily Kushchenko, cũng là một quan chức cấp cao KGB, mặc dù điều này là vô căn cứ. 
Năm 2013, cô đã cầu hôn cựu nhân viên CIA Edward Snowden qua mạng sau khi chứng kiến hành động dũng cảm của anh: Công khai những chương trình theo dõi mật trái phép của chính phủ Mỹ vốn được cho là tài liệu bí mật kinh khủng nhất của nước này.

### Luân Đôn 2001-2006
Anna đã chuyển đến Luân Đôn năm 2000 / 2001, làm việc tại NetJets, ngân hàng Barclays người ta cho rằng cô làm cho vài công ty khác trong thời gian ngắn.
Cô đã gặp Alex Chapman tại rave party ở Docklands (Luân Đôn) vào năm 2001 và họ kết hôn ngay sau đó tại Moskva; nhờ đó cô được cấp hai quốc tịch Nga-Anh và hộ chiếu Anh. Sau khi A.V. Chapman đã bị bắt ở New York, Alex tham gia phương tiện truyền thông nhà báo Max Clifford, và bán câu chuyện của mình cho tờ báo The Daily Telegraph.

### New York 2006-2010
Sau khi A.V. Chapman trở lại Nga năm 2006, chồng cũ của cô đã nói  rằng cô đã bắt đầu gặp gỡ một người đàn ông giàu có người Mỹ, và chuyển tới New York, nơi cô bắt đầu kinh doanh bất động sản. Cô cư trú ở địa chỉ 20 Exchange Place, cách một khu nhà so với phố Wall, trung tâm tài chính của Manhattan. Alex đã nói rằng Anna nói với anh những doanh nghiệp đã được liên tục lâm vào cảnh nợ nần trong vài năm đầu, và sau đó đột nhiên vào năm 2009, cô đã có đến 50 nhân viên và doanh nghiệp thành công. Tài liệu của trang mạng xã hội LinkedIn cho biết cô là giám đốc điều hành của PropertyFinder LLC, một trang web bán bất động sản quốc tế.
Cô được báo cáo là đã hẹn hò Michel Bittan, một chủ nhà hàng New York. Sau đó, cô được mô tả thời gian của mình tại Mỹ với các trích dẫn Charles Dickens, "nó là thời gian tốt nhất, đó là thời gian tồi tệ nhất".